# Boreczno
Boreczno (dawniej Śniegwałd, niem. Schnellwalde) – wieś w Polsce położona w województwie warmińsko-mazurskim, w powiecie iławskim, w gminie Zalewo. W roku 1973 wieś Boreczno należała do powiatu morąskiego, gmina Zalewo, poczta Boreczno.
Do 1954 roku siedziba gminy Boreczno. W latach 1954–1972 wieś należała i była siedzibą władz gromady Boreczno. W latach 1975–1998 miejscowość administracyjnie należała do województwa olsztyńskiego.
Wieś położona nad północnym brzegiem jeziora Dauby.

## Historia
W okolicach wsi stwierdzono ślady osadnictwa z młodszej epoki kamienia (ślady pochówków), epoki brązu (kurhany) oraz epoki żelaza (cmentarzyska). W okolicy Boreczna, Karczmiska i Karnit odnaleziono ślady po grodziskach Prusów (okres wczesnego średniowiecza).
Wieś lokowana 11 lutego 1311 r. na prawie chełmińskim przez komtura dzierzgońskiego pod nazwą Sbelenwalt, na 60 włókach, z czterema latami wolnizny. Henryk – zasadźca i pierwszy sołtys – otrzymał w dokumencie lokacyjnym 10 włók wolnych od danin, prawo do sądownictwa niższego z jedną trzecią wpływów oraz pół morgi na założenie karczmy (czynsz wynosił jedna markę rocznie). Na utrzymanie planowanego kościoła w dokumencie lokacyjnym przeznaczono 4 włóki. Dziesięcina wynosić miała korzec żyta i owsa od każdej posiadanej włóki, danina natomiast ustalona została w wysokości trzech czwartych wiardunku (75 fenigów) i dwóch kur od włóki rocznie.
W roku 1364 do wsi dołączono kolejne dwie włóki ziemi. Wieś została zniszczona w czasie wojny 1410 roku, a ziemia długo leżała odłogiem. Kolejne zniszczenia przyniosła wojna trzynastoletnia.

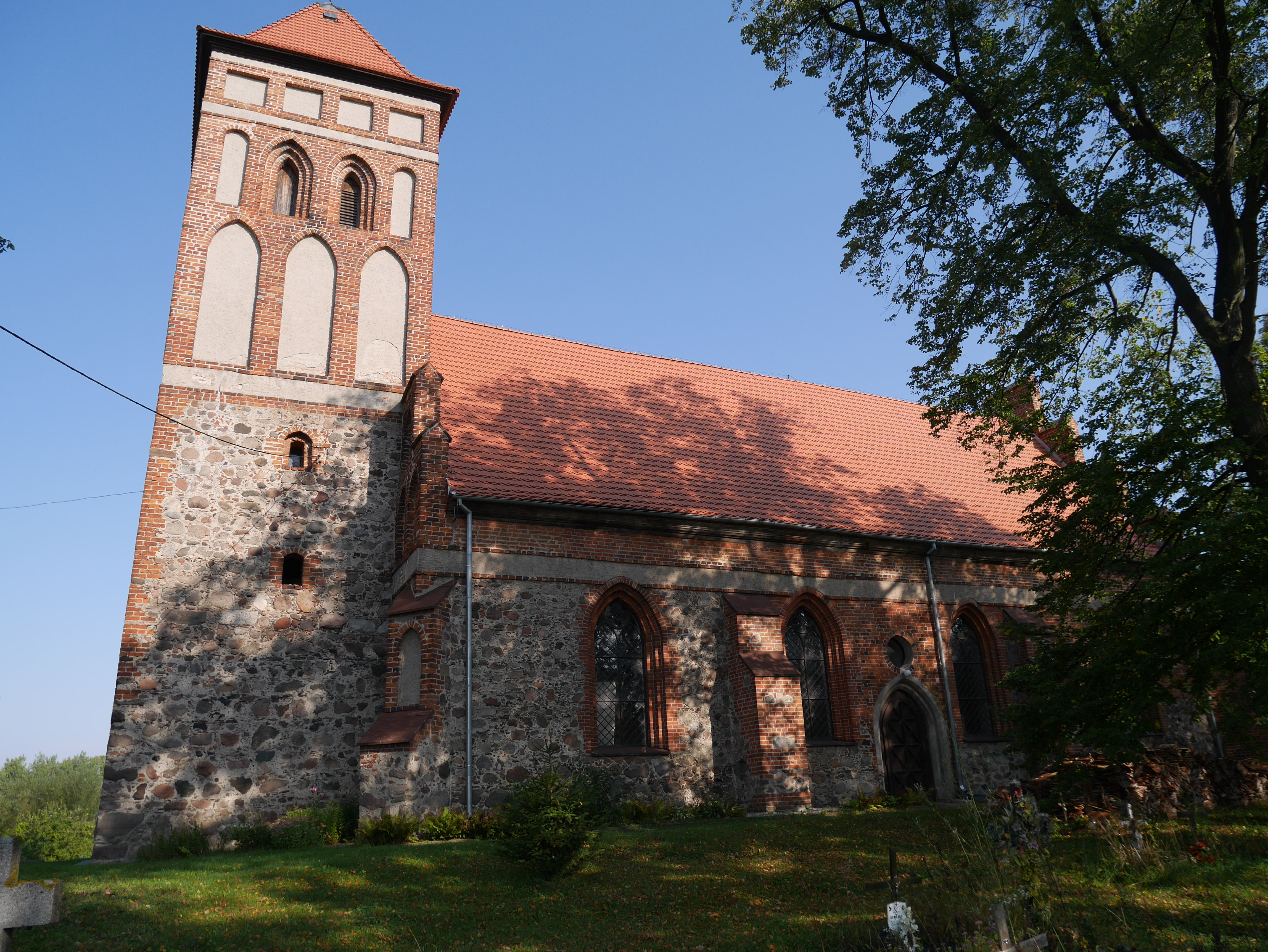
Kościół Podwyższenia Krzyża Świętego

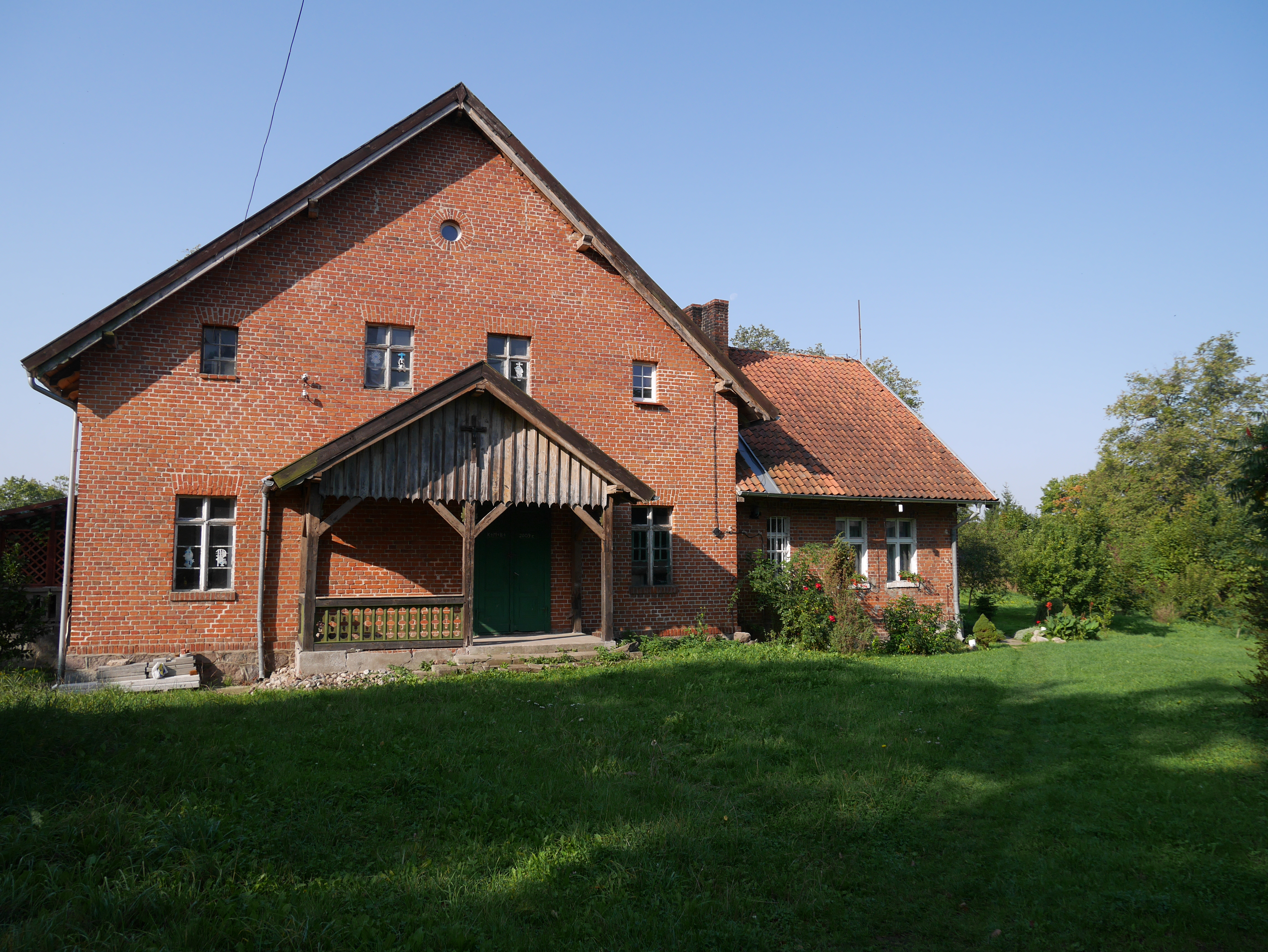
Plebania z XIX wieku

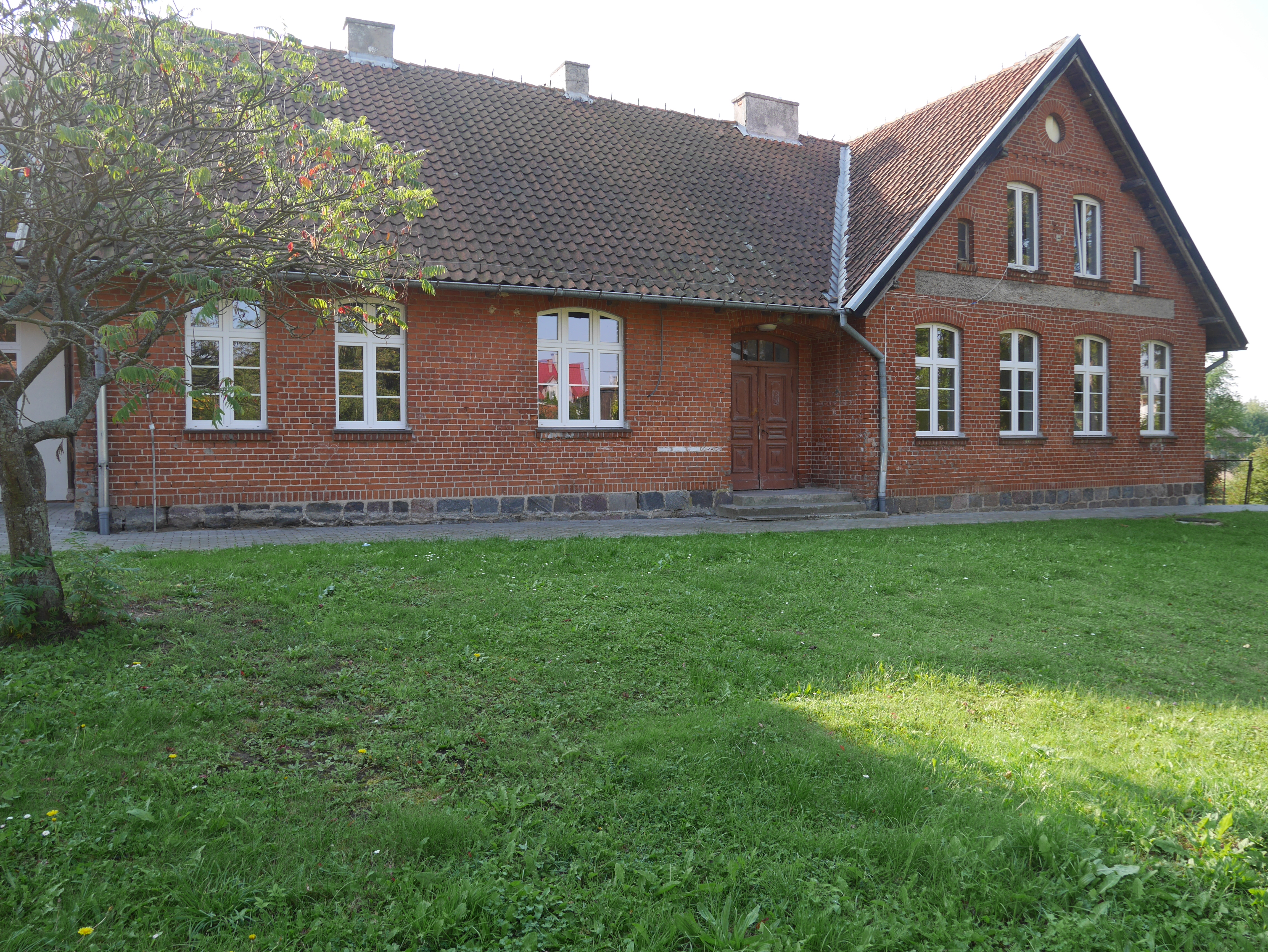
Budynek szkoły z 1908 roku

W 1470 wieś została nadana rodzinie Schöneich, która władała okolicznymi dobrami ponad 300 lat (okresowo ród ten miał w posiadaniu także Bartężek, Wilamowo, Jaśkowo i Ględy). W roku tym wielki mistrz Henryk von Richtenberg zapisał na prawie magdeburskim Boreczno wraz z Mózgowem, dworem w Śliwie i folwarkiem w Karnitach dowódcy wojsk zaciężnych – Hanuszowi Schöneich. Hanusz stał się też właścicielem pobliskich jezior: Gil Wielki i Wajgart oraz uzyskał prawo połowu na jeziorze Karnickim.
W roku 1782 Boreczno liczyło 37 domów (dwór i wieś). Do Boreczna należały w tym czasie także przysiółki i osady: Stara Huta (cztery domy), Piekło (dwa domy), Uroczysko (cztery domy), Karczmisko (inaczej zwane Kraga – jeden dom). W roku 1858 we wsi odnotowano 28 domów i 352 mieszkańców. W tym czasie miejscowa ludność nazywała Boreczno Śniegwałd.
W 1939 r. wieś z przysiółkami zamieszkiwało 570 osób. W tym czasie odnotowano 144 gospodarstwa domowe. 331 mieszkańców utrzymywało się w rolnictwa lub leśnictwa, 95 z pracy w przemyśle lub rzemiośle, 5 z pracy w handlu lub komunikacji. W tym czasie 15 gospodarstw miało powierzchnię w przedziale 0,5- 5 ha, 28 miało powierzchnię w granicach 5-10 ha, 32 – powierzchnię w przedziale 10-20 ha, 7 miało areał 20-100 ha i jedno powierzchnię większą niż 100 ha.
W XVII i XVIII w. trzy razy w roku odbywały się we wsi targi i jarmarki.
W latach 1709–1711 panująca w kraju epidemia dżumy ominęła Boreczno. Natomiast epidemia ospy w 1777 r. dotarła do wsi. W roku 1775 wieś zniszczył wielki pożar. W 1807 wieś została zniszczona przez wojska francuskie. W latach 1806–1807 we wsi odnotowano epidemię dyzenterii.
W 1811 roku uwłaszczono 11 chłopów na mocy edyktu o regulacji: sołtysa Michała Josta, Gotfryda Koskę, Krystiana Nagela, Gotfryda Grzywacza, Michała Nagela, Karola Śliwskiego, Fryderyka Marquardta, Jana Bornickiego, Michała Paetscha, Samulela Szerszenia i Michała Dziębowskiego. Separację gruntów dla uwłaszczonych przeprowadzono w 1830 r. Siedmiu spośród wymienionych otrzymało gospodarstwa, czterech przeniesiono do Starej Huty a ich gospodarstwa przejął dwór (jako folwark należał do dóbr w Karnitach).
Szkoła we wsi wymieniana była już w dokumentach z roku 1666 (prawdopodobnie założona wcześniej). W czasie wielkiego pożaru z 1775 r., szkoła uległa zniszczeniu (podobnie jak plebania i wiele domów). W roku 1857 odbudowana została szkoła, a od 1873 funkcjonowała jako dwuklasowa. W 1908 dobudowano drugi budynek szkolny. W 1911 była w Borecznie szkoła trójklasowa.

## Zabytki
- Kościół Podwyższenia Krzyża Świętego (około 1330), jednonawowy, korpus oszkarpowany, zamknięty od wschodu schodkowym szczytem. W ścianie południowej renesansowy szczyt z 1601, od zachodu wieża z końca XIV w., przebudowana w 1832 r., dekorowana płycinami różnej wielkości i o różnych kształtach. Wnętrze kościoła sklepione kolebkowo, bogaty barokowy wystrój wnętrza z XVI-XVIII w., rokokowy ołtarz, ambona i tron biskupi[4]. W okresie XVII-XIX w. w kościele odbywały się nabożeństwa w języku polskim. Niektórzy księża pochodzili z Mazur: Krzysztof Rogala (1680-1688), Krzysztof Radek (vel Bądzki, 1689-1702), Jakub Labusz (1765-1770), Jan Bogumił Grabowski (vel Grabovius, 1770-1773), Jan Krzysztof Stanisławski (1792-1811).
- Plebania XIX wiek – numer rejestru A-1635 z 2002-02-11
- Szkoła XX wiek – numer rejestru A-4341 z 2006-10-20
- Średniowieczne grodzisko stożkowate – numer rejestru A-A-154 z 1996-02-05; C-212 (stanowisko 4)